# Capparis urophylla
Capparis urophylla là một loài thực vật có hoa trong họ Capparaceae. Loài này được F.Chun mô tả khoa học đầu tiên năm 1948.